# Alòs de Balaguer
Alòs de Balaguer és un municipi de Catalunya situat la comarca de la Noguera, a les terres de Ponent. El 2019 tenia 130 habitants.

## Geografia
- Llista de topònims d'Alòs de Balaguer (Orografia: muntanyes, serres, collades, indrets…; hidrografia: rius, fonts...; edificis: cases, masies, esglésies, etc.).

Alòs de Balaguer està ubicat en un paisatge geològic molt ric, marcat pel pas del riu Segre. El riu travessa, en primer lloc, un sector constituït per sediments terciaris que formen part del marge nord de la Depressió Central Catalana per introduir-se, posteriorment, en les serralades exteriors dels Pirineus a través d'un estret i profund congost (Congost del Mu) a partir d'Alòs de Balaguer i, finalment, sortir de nou a la depressió de l'Ebre al tram Camarasa-Balaguer.
El clima mediterrani de muntanya mitjana d'aquesta àrea, en la qual les precipitacions oscil·len entre els 500 i els 650 mm anuals, contrasta amb l'ambient més sec que l'envolta, ja fora de les serralades. Lògicament, aquestes característiques climàtiques i les roques que afloren tenen una gran influència en la vegetació que cobreix la zona, sobretot en l'ambient de l'estret d'Alòs de Balaguer.
L'aïllament de la zona, allunyada de les principals vies de comunicació i on hi ha pobles que han perdut gran part la població els darrers decennis, ha permès una conservació excel·lent del medi natural, molt recuperat de la intensa pressió que sens dubte el va afectar en èpoques anteriors.

## Història

### Castell àrab

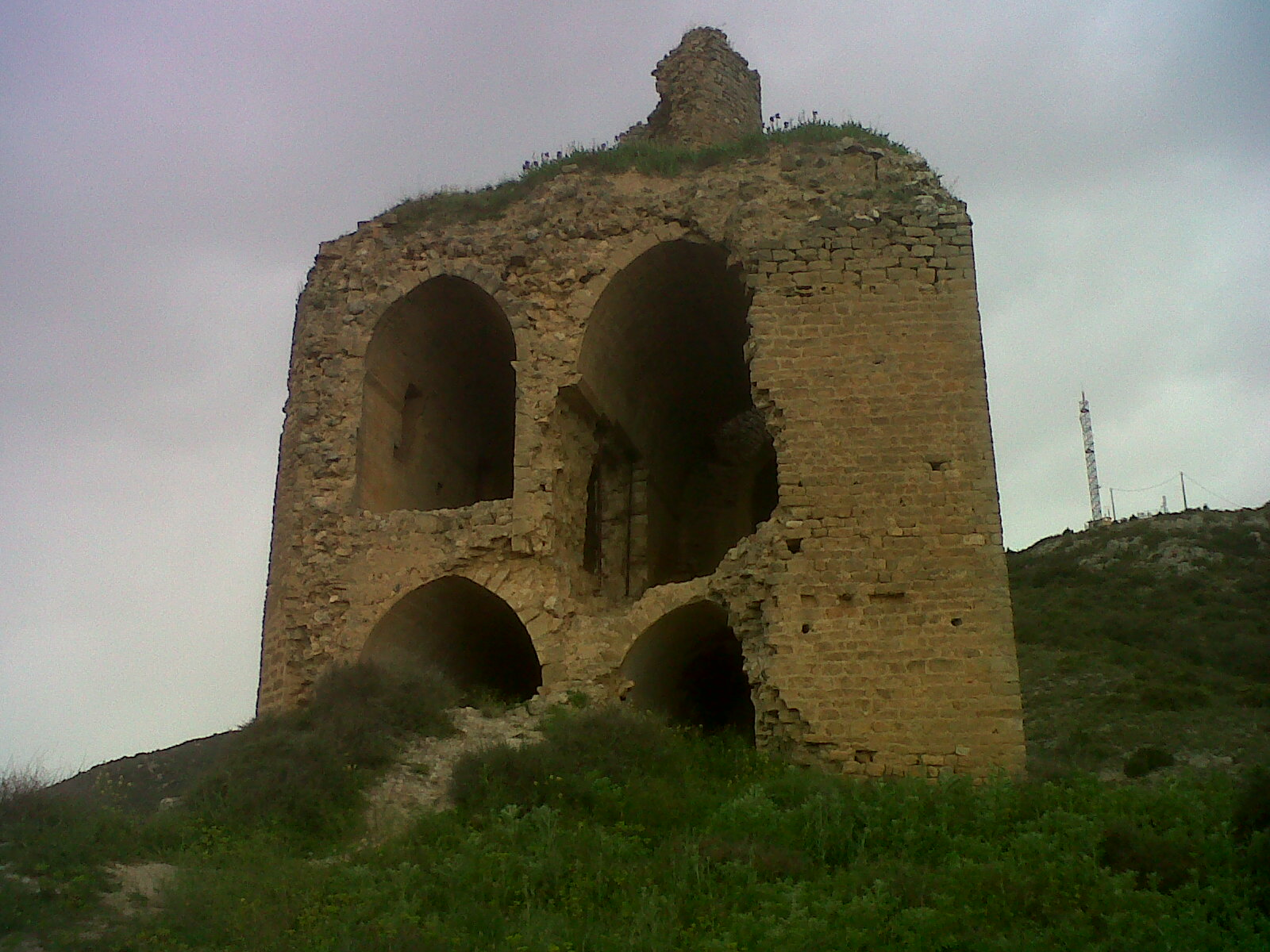
Vista frontal del castell d'Alòs de Balaguer

Construït pels àrabs vora l'any 1000 dC, el castell d'Alòs fou conquerit pel comte Ramon Borrell entre els anys 1015 i 1016, durant l'expedició contra els musulmans que el portà més enllà de Balaguer. Caigut de nou en domini àrab després de la mort del comte, no va ser fins a l'any 1024 que es va reconquerir definitivament i se'n donà el domini directe al comte d'Urgell.

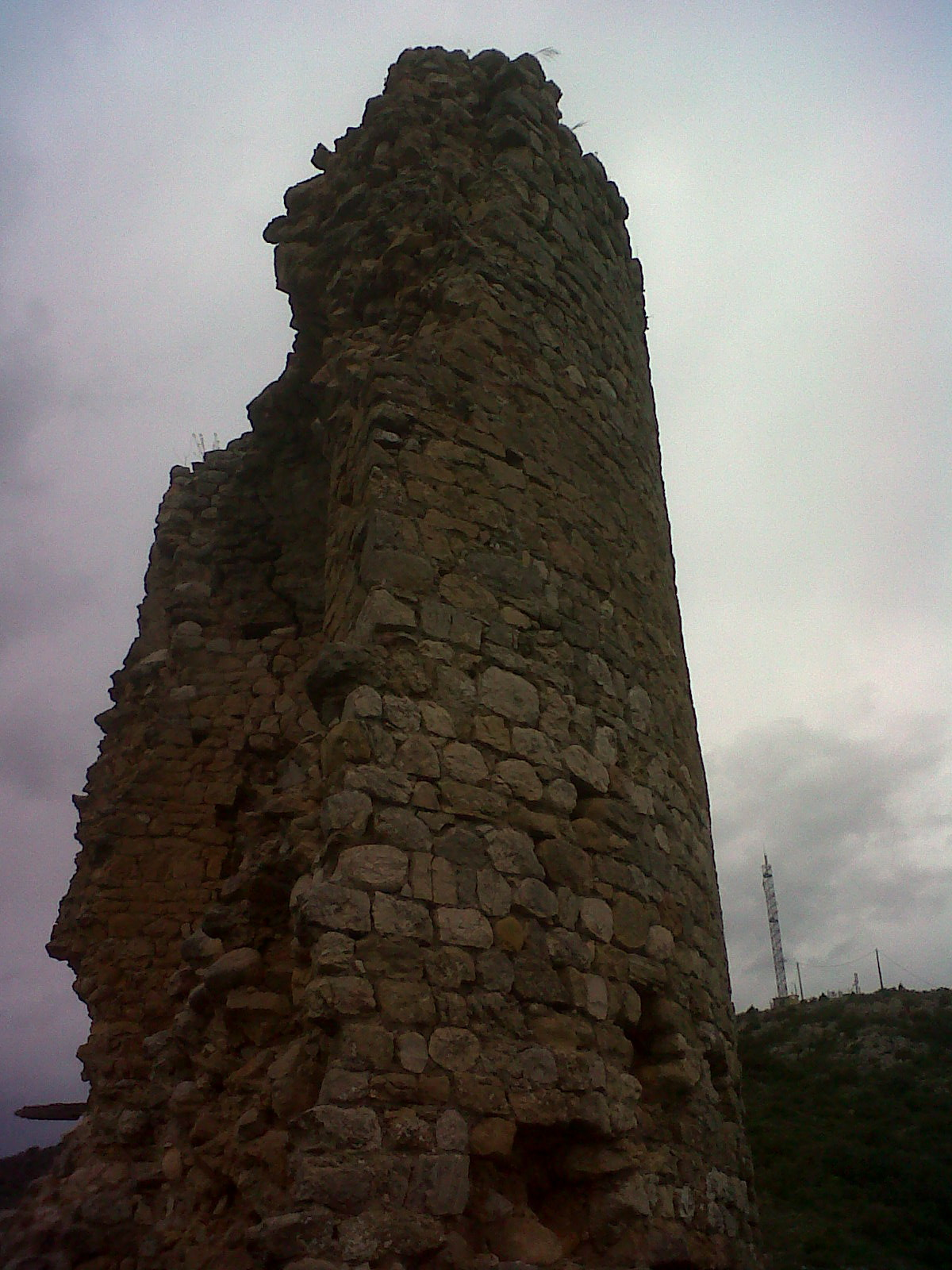
Torre d'homenatge del castell d'Alòs de Balaguer.

S'estima que la construcció del castell va evolucionar al llarg dels segles des del disseny primerenc dels àrabs. A l'inici del segle xi s'afegí la característica torre circular, i al final del segle xii o xiii es construïren diverses sales meridionals. Finalment, a l'edat mitjana tardana, es degué bastir la fortificació de l'extrem de la serra.

### Església parroquial de Sant Feliu
L'Església de Sant Feliu és d'origen romànic però transformada en temps moderns. Conserva dos notables retaules gòtics dels segles xiv-xv, un dedicat a Sant Feliu i l'altre a la Mare de Déu del Roser i Sant Pere Màrtir.

### Església de Sant Miquel
L'Església de Sant Miquel és romànica i fou restaurada el 2002. Com que l'absis es feu servir de cup d'oli va perdre la majoria de pintures murals.

### Restes prehistòriques i fòssils
Dins el terme municipal s'han trobat unes mostres excepcionals: les pintures rupestres prehistòriques, les pintures del Tallat de les Aparets I-IV, integrades dins el que es coneix com a art esquemàtic, una expressió creencial dels primers productors neolítics. S'estima que foren pintades per grups productors neolítics entre 4500 i 1200 anys aC. És per aquest valuós i important patrimoni d'art rupestre prehistòric pel qual aquesta petita població està inscrita en el llistat del Patrimoni de la Humanitat (1998). Aquestes pintures foren descobertes l'any 1976 per Enric Sunyer i Antoni Borrell, amb la col·laboració de Lluís Trepat.
A final dels anys noranta, entre les muntanyes de Carbonera i Sant Jordi, varen ser trobades les restes fòssils d'un ictiosaure de més de sis metres de llargària, que devia viure fa uns 190 milions d'anys, al període Juràssic. La troballa de disset vèrtebres de la cua compon el vestigi més complet d'un ictiosaure dins l'Estat Espanyol.
Des de l'any 2002 es pot visitar, a l'ajuntament d'Alòs de Balaguer, una reproducció d'un Stenopterygius quadriscissus, gènere de l'ictiosaure trobat.

## Economia
L'agricultura de secà i de regadiu, juntament amb la ramaderia en granja de porcs, constitueixen la principal font d'ingrés dels alosencs. El turisme és també un eix fonamental en l'economia del poble, sobretot a l'estiu, on s'arriba a triplicar el nombre d'habitants habituals.

## Lleure
La geomorfologia d'Alòs de Balaguer ofereix paisatges on es pot practicar un gran nombre d'activitats esportives. Hi han rutes BTT definides, zones d'escalada, zones de senderisme, com ara els congosts de Mu[r], un dels trams menys coneguts del Segre i, probablement, el més impressionant del seu curs i possibilitat de practicar caiac pel riu Segre.
El poble compta amb diverses cases rurals i apartaments per llogar, una piscina municipal i un poliesportiu.

## Festes Locals
Alòs de Balaguer celebra diverses festes locals al llarg de l'any, essent la més important la Festa Major d'estiu, que se celebra el segon cap de setmana d'agost. Per Setmana Santa s'ofereix un petit ball el dissabte, i al gener s'hi dona lloc la Festa Major d'hivern.

## Demografia
| 1497 f | 1515 f | 1553 f | 1717 | 1787 | 1857  | 1877  | 1887 | 1900 | 1910 |
| ------ | ------ | ------ | ---- | ---- | ----- | ----- | ---- | ---- | ---- |
| 33     | -      | 52     | 351  | 140  | 1.017 | 1.026 | 939  | 780  | 645  |

| 1920 | 1930 | 1940 | 1950 | 1960 | 1970 | 1981 | 1990 | 1992 | 1994 |
| ---- | ---- | ---- | ---- | ---- | ---- | ---- | ---- | ---- | ---- |
| 650  | 523  | 393  | 295  | 244  | 165  | 180  | 179  | 164  | 164  |

| 1996 | 1998 | 2000 | 2002 | 2004 | 2006 | 2008 | 2010 | 2012 | 2014 |
| ---- | ---- | ---- | ---- | ---- | ---- | ---- | ---- | ---- | ---- |
| 188  | 177  | 187  | 174  | 166  | 174  | 153  | 144  | 134  | 126  |

| 2016 | 2018 | 2020 | 2022 | 2024 | 2026 | 2028 | 2030 | 2032 | 2034 |
| ---- | ---- | ---- | ---- | ---- | ---- | ---- | ---- | ---- | ---- |
| 125  | 131  | 132  | 121  | 120  | -    | -    | -    | -    | -    |